# SIC K
A SIC K foi o primeiro canal ensaiado em Portugal, pensado exclusivamente para jovens entre os 7 e os 14 anos tendo como princípios o divertimento, a inteligência e o espírito crítico de cada um. Na sua génese é um canal de entretenimento, com programação em português. Com uma grelha de programação cheia de aventuras, desenhos animados e não só, o canal procura desenvolver o espírito crítico dos seus telespetadores, independentemente da idade.
O canal possui o mesmo estilo e público-alvo do Biggs, emitindo também animes, reportagens e séries live-action juvenis, com componente pensada também para adolescentes e jovens adultos. Além disso, o canal também é famoso por repetir algumas séries e animes dos anos 80 e 90 que entretinham as crianças de ambas as décadas, como o "Sítio do Pica Pau Amarelo (2005)", "O Inspetor Gadget (1983)", "A Abelha Maia (1978)", "Mr. Bean (1990)", "As Aventuras de Tintin (1991)", "Dragon Ball (1986)" e até a série adulta "The Nanny (1993)" repetiu no canal

## Histórico e lançamentos
Foi lançado a 18 de dezembro de 2009 na plataforma MEO da Portugal Telecom (agora Altice Portugal) resultado de um acordo feito entre as duas empresas.
A SIC K transmite os conteúdos totalmente em português, quer sejam nacionais ou internacionais (com dobragem).
A 24 de Março de 2016 a SIC K começou a emitir na posição 57 da Vodafone para clientes com o pacote adicional (TV Plus), deixando assim de ser um canal exclusivo do MEO. A 19 de dezembro de 2016, passa a integrar na posição 52 a operadora NOWO.
Em 25 de junho de 2019 foi finalmente lançado na posição 48 da operadora NOS, passando assim a estar disponível em todas as operadoras portuguesas.
A SIC K destaca por ser o primeiro canal infantojuvenil de uma emissora generalista de televisão e o único com a sua versão HD.

## Acontecimentos
- 24 de julho de 2009 - Apresentação do canal, resultado do acordo entre a SIC e a Portugal Telecom (hoje Altice Portugal)
- 18 de dezembro de 2009 - O canal estreia na plataforma MEO, pelas 16:00 h, tendo como primeiros programas as séries 'Ben 10', 'Sítio do Picapau Amarelo', 'Iron Man', 'O Imparável Mr. Bean', 'Split' e 'Yu-Gi-Oh!'. Os primeiros programas de produção própria foram o 'Factor K', com Raquel Strada, 'Leite Night', com Henrique Gil, e 'A Cozinha do Chef André'. Houve ainda a repetição de antigos programas de produção da SIC, como as novelas 'Floribella' e 'Rebelde Way', o programa 'Salve-se Quem Puder' e a série 'Uma Aventura'. Também o concurso japonês 'Todos ao Molho' passou pelo canal.
- 2010 - Estreiam os programas de produção própria 'Pronto a Vestir', com Jani Zhao e André Cruz, 'Koisas Kuriosas', com Patrícia Candoso, e 'Fábrika, Ciência a Brincar'. Neste ano estream ainda as séries 'Stuart Little', 'Wolverine and the X-Men', 'Bratz', 'Zorro', 'As Aventuras de Merlin', 'Madisson Online', 'Hello Kitty e os Seus Amigos', 'Gormiti',  'Bleach', Mini-Espiões, 'O Génio Lá de Casa', 'Kong', 'As Conspirações de Roswell', 'Angel’s Friends', 'O Planeta Energia', 'Escola de Estrelas' e 'Horseland'.
- 2011 - Estreia o programa de produção própria 'Tik Tak', com apresentação de Marta Gil, e as séries 'Smurfs', 'Marsupilami', 'Teo', 'As Aventuras de Jackie Chan' e 'Inspector Gadget'.
- 2012 - Estreiam os programas de produção própria 'IK', com Marta Gil, 'Chef André Ajuda-me!', com o cmethef André Domingos, e 'Põe Física Nisso', apresentado por Henrique Gil, e as séries 'Astro Boy', 'Tracey McBean', 'Yakity Yak', 'Ataque Viral', 'Curious George', 'Power Rangers', 'Marta Fala' e 'O Lorde Leão'.
- 2013 - Estreia Invizimals, Angel's Friends e O Xavier.
- 2014 - Estreia The Ultimate Spider-Man, Lassie e reposição de 'A Abelha Maia (1978)'.
- 2015 - Estreia das séries Looped, Mónica e Amigos, Sonic Boom e O Gato da Cartola.
- 2016 - A 24 de Março SIC K chega ao canal 57 da VODAFONE TV e a 6 de outubro o canal passa a emitir em HD e estreia das séries: O Gato Aventureiro, Vingadores Unidos 2 e 3, Buuu, Naruto Rock Lee e Os Guardiões da Galáxia, H2O: Aventuras de Sereia e Gato Aventureiro. A 19 de dezembro de 2016, chega ao canal 52 da Nowo.
- 2017 - Estreia das séries Ultimate Spider-Man e os 6 Sinistros , Dragon Ball Super, Digimon Fusion, Casper, o Fantasminha,  Supa Strikas, O Chapulin Colorado e reposição de 'Mr. Bean (live-action)'.
- 2018 - Estreia da série Haikyuu!! e South Park
- 2019 - A 25 de Junho, SIC K chega ao canal 48 da NOS

## Curiosidades
- A SIC K estreou no dia 18 de Dezembro de 2009 às 16h00, o primeiro programa foi o Ben 10.
- No dia 28 de Dezembro de 2011 o SIC K registou o seu melhor resultado de sempre com Abrax Pc e Dari-G
- Após quase dez anos de exclusividade na MEO, a partir de 25 de junho de 2019 é que o canal passou a estar disponível em todas as operadoras portuguesas.

## Direção da SIC K
- Diretor Geral de Entretenimento:
  - Daniel Oliveira
- Diretora SIC K:
  - Vanessa Fino Tierno
- Coordenador de Produção:
  - Ricardo Gonçalves

## Audiências
| 2010 | 2011 | 2012 | 2013 | 2014 | 2015 | 2016 | 2017 |
| ---- | ---- | ---- | ---- | ---- | ---- | ---- | ---- |
| 0,1% | 0,1% | 0,4% | 0,2% | 0,3% | 0,3% | 0,2% | 0,2% |